# ブジュンブラ県
ブジュンブラ県（ブジュンブラけん、フランス語: Province de Butanyerera）は、ブルンジの県（州とも）。同国西部に位置し、北をルワンダ、東をブタニェレラ県とギテガ県、南をブルンガ県、西をコンゴ民主共和国と接する。県都は「経済の首都」でもあるブジュンブラ。面積は3,937平方キロメートルで5県の中で最も小さい。人口は約335万人（2024年国勢調査）で、5県の中で最も多い。

## 歴史
ベルギー領ルアンダ＝ウルンディ時代の1932年3月7日に、ウスンブラ地域（Usumbura Territoiry）として設置され、1962年3月1日にウスンブラ県となった。同年7月1日の独立に伴い、ウスンブラ県はブジュンブラ県に改称した。1969年頃にムウィサレ郡（Mwisare）がブバンザ県から移管された。
1991年11月8日、ブジュンブラ県はブジュンブラ・メリー県（ブジュンブラ市とも）とブジュンブラ近郊県に分割され消滅した。なおISO 3166-2:BIでは2010年6月30日までブジュンブラ県（BI-BJ）が存在していた。
2023年3月16日に改めてブジュンブラ県の創設が決定し、2025年7月4日に発足した。旧行政区画ではブバンザ県、ブジュンブラ・メリー県、ブジュンブラ近郊県、チビトケ県に相当する。

## 下位行政区画
11郡（コミューン）、95地区（Zone）、535区（Coline/Quartier）に区分される。数は5県の中で最も多い。
1. ブバンザ郡（英語版）
2. ブキナニャナ郡（英語版）
3. チビトケ郡（Cibitoke）
4. イサレ郡（Isare, Isale）
5. ムパンダ郡（英語版）
6. ムゲレ郡（Mugere）
7. ムギナ郡（英語版）
8. ムフタ郡（英語版）
9. ムカザ郡（英語版）
10. Ntahangwa
11. Rwibaga

## 主要都市
- ブバンザ
- ブジュンブラ - 県都、ブルンジの「経済の首都」
- チビトケ

## 出身人物
- シプリアン・ンタリャミラ - ブルンジ第5代大統領
- アラン＝ギヨーム・ブニョニ - 元首相